# 柄荚锦鸡儿
柄荚锦鸡儿（学名：Caragana stipitata）为豆科锦鸡儿属下的一个种。

## 扩展阅读
- 維基物種上的相關：柄荚锦鸡儿